# Faris
Faris (en griego, Φάρις) es el nombre de una antigua ciudad griega de Laconia, que fue mencionada por Homero en el catálogo de las naves de la Ilíada.
Estrabón la ubica al pie del monte Taigeto y dice que cuando los Heraclidas se establecieron en Laconia, Faris fue la ciudad que designaron como depósito del tesoro público, por considerarla como el lugar más seguro.
Pausanias ubica sus restos entre Amiclas y el mar y dice que era una de las poblaciones periecas dominadas por los aqueos, junto con Amiclas y Gerantras, que fueron destruidas por los lacedemonios en tiempos de Teleclo. Los faritas y gerantratas se marcharon del Peloponeso tras aquellas destrucciones, mediante un tratado. Pausanias nombra también Faris en el marco de la segunda guerra mesenia, donde fue tomada y saqueada por los mesenios bajo el mando de Aristómenes.
Se cree que debió localizarse en la actual población de Vafio, 2 km al este de Amiclas y 10 km al sur de Esparta, pero también se ha sugerido que pudo estar en el lugar donde está la población de Agios Vasilios.